# Arduino Nano
L' Arduino Nano est une carte microcontrôleur open source compatible avec les platines d'expérimentation, basée sur le microcontrôleur (MCU) Microchip ATmega328P et développée par Arduino.cc et initialement publiée en 2008. Il offre la même connectivité et les mêmes spécifications que la carte Arduino Uno dans un format plus petit.
L'Arduino Nano est équipé de 30 embases d' E/S mâles, dans une configuration de type DIP-30, qui peuvent être programmées à l'aide de l' environnement de développement intégré (IDE) du logiciel Arduino, commun à toutes les cartes Arduino et fonctionnant en ligne et hors ligne. La carte peut être alimentée via un câble mini-USB de type B ou à partir d'une 9 Batterie V.

## Histoire
En 2008, l'Arduino Nano est sorti. En 2019, Arduino a sorti l'Arduino Nano Every, une évolution équivalente en termes de broches du Nano. Il dispose d'un microcontrôleur ATmega4809 (MCU) avec trois fois plus de RAM.

## Spécifications techniques

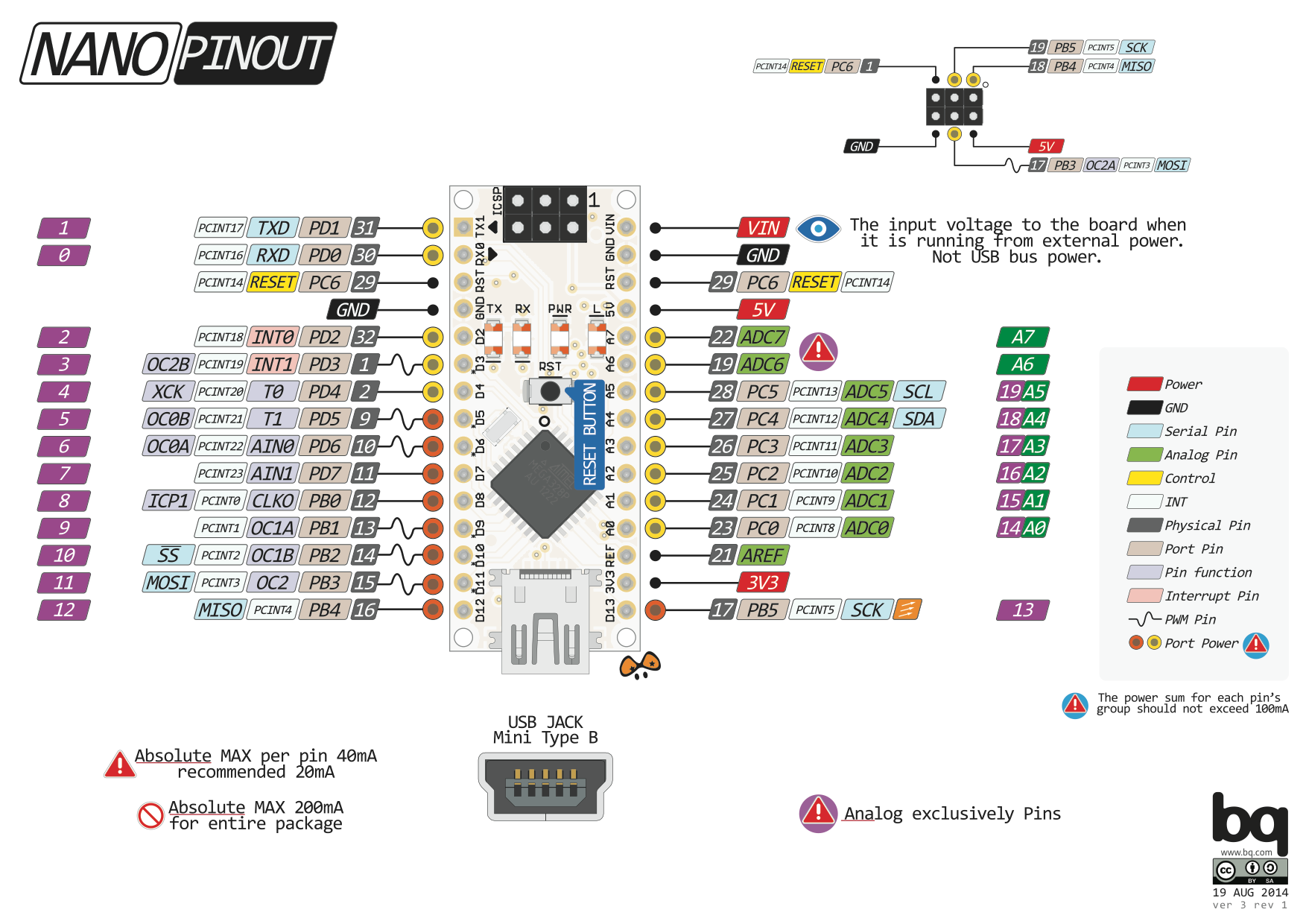

- Microcontrôleur : Microchip ATmega328P [en 3]
- Tension de fonctionnement : 5 volts
- Tension d'entrée : 5 à 20 volts
- Broches d'E/S numériques : 14 (6 sorties PWM en option)
- Broches d'entrée analogiques : 8
- CC par broche E/S : 40 mA
- CC pour broche 3,3 V : 50 mA
- Mémoire flash : 32 Ko, dont 2 Ko sont utilisés par le chargeur de démarrage
- SRAM : 2 Ko
- EEPROM : 1 Ko
- Vitesse d'horloge : 16 MHz
- Longueur : 45 mm
- Largeur : 18 mm
- Masse : 7 g
- USB : Mini-USB Type-B [en 4]
- En-tête ICSP : Oui
- Prise d'alimentation CC : Non

## Communication
L'Arduino Nano dispose d'un certain nombre de fonctionnalités permettant de communiquer avec un ordinateur, un autre Arduino ou d'autres microcontrôleurs. L'ATmega328 fournit une communication série UART TTL (5 V), disponible sur les broches numériques 0 (RX) et 1 (TX).Un FTDI FT232RL sur la carte canalise cette communication série via USB et les pilotes FTDI (inclus avec le firmware Arduino) fournissent un port COM virtuel au logiciel sur l'ordinateur. Le logiciel Arduino comprend un moniteur série qui permet d'envoyer des données textuelles simples vers et depuis la carte Arduino. Les LED RX et TX de la carte clignotent lorsque des données sont transmises via la puce FTDI et la connexion USB à l'ordinateur (mais pas pour la communication série sur les broches 0 et 1). Une bibliothèque SoftwareSerial permet la communication série sur n'importe laquelle des broches numériques du Nano. L'ATmega328 prend également en charge la communication I2C et SPI. Le logiciel Arduino inclut la bibliothèque Wire pour simplifier l'utilisation du bus I2C.

## Réinitialisation automatique (logicielle)
Plutôt que de nécessiter une pression physique sur le bouton de réinitialisation avant un téléchargement, l'Arduino Nano est conçu de manière à pouvoir être réinitialisé par un logiciel exécuté sur un ordinateur connecté. L'une des lignes de contrôle de flux matériel (DTR) du FT232RL est connectée à la ligne de réinitialisation de l'ATmega328 via un condensateur de 100 nanofarads. Lorsque cette ligne est activée (mise à l'état bas), la ligne de réinitialisation chute suffisamment longtemps pour réinitialiser la puce.
Cette configuration a d’autres implications. Lorsque le Nano est connecté à un ordinateur exécutant Mac OS X ou Linux, il se réinitialise à chaque fois qu'une connexion est établie à partir d'un logiciel (via USB). Pendant la demi-seconde suivante environ, le chargeur de démarrage fonctionne sur le Nano. Bien qu'il soit programmé pour ignorer les données mal formées (c'est-à-dire tout ce qui n'est pas un téléchargement de nouveau code), il interceptera les premiers octets de données envoyés à la carte après l'ouverture d'une connexion.

## Gallery
|                                              |
| Arduino Nano Every carte avec MCU ATmega4809 |

|                                                            |
| Carte IoT Arduino Nano 33 avec microcontrôleur ATSAMD21G18 |

|                                                             |
| Carte de connexion Nano RP2040 avec microcontrôleur RP2040. |